# NGC 318
NGC 318 je galaksija u zviježđu Ribe.

## Vanjske poveznice
- SEDS: NGC 318